# Szymon Syreński (Syreniusz)
Szymon Syreński (Syreniusz, Syrenius, Sacranus) (ur. ok. 1540 w Oświęcimiu, zm. 29 marca 1611 w Krakowie) – profesor Akademii Krakowskiej, lekarz, botanik, badacz leczniczych właściwości ziół, jeden z najwybitniejszych polskich zielnikarzy, twórca ilustrowanego Zielnika o roślinach użytkowych, klasycznego dzieła botanicznego polskiego renesansu.

## Życiorys
Szymon Syreński urodził się ok. 1540 w Oświęcimiu. Był synem mieszczanina Mikołaja. Używał zlatynizowanych form nazwiska: Syrenius, Syrrenius oraz Sacranus (pochodzący z Oświęcimia). W literaturze polskiej najczęściej nazywany jest Syreniuszem. O jego początkowych losach i wstępnej edukacji nic nie wiadomo.
W latach 1560–1569 studiował na Wydziale Filozoficznym (Artium) Uniwersytetu Krakowskiego, na którym w 1569 uzyskał tytuł magistra sztuk wyzwolonych oraz doktora filozofii. Następnie przyjął pracę guwernera i wraz ze swoimi podopiecznymi, Wojciechem Herburtem z Fulsztyna i Jerzym Kormanieckim, udał się do Ingolstadtu. Tam w miejscowym uniwersytecie założonym w 1472 r. przez księcia Ludwika IX – razem ze swoimi wychowankami – wpisał się na studia w roku szkolnym 1569/1570. W latach 1570–1573 studiował na Wydziale Filozoficznym tej uczelni.
W tym czasie wiele podróżował – po Węgrzech, Niemczech, Niderlandach i Szwajcarii. Zwiedził m.in. prywatne ogrody roślin leczniczych w Augsburgu, Heidelbergu i Moguncji. Około 1573 r. udał się do Włoch, gdzie rozpoczął studia medyczne na uniwersytecie padewskim, który był wówczas wiodącym ośrodkiem medycyny i botaniki. Tam zdobywał wiedzę pod kierunkiem takich uczonych, jak Bernard Saternus, Hieronim Capivaccio, Juliusz Paweł Crasso, Franciszek Piccolomini, Franciszek Bonafides czy też Melchiorre Wieland (Guilandino, Guilandinus, Villandrino) (1520–1589). Ten ostatni zwłaszcza, jako profesor pierwszej w świecie katedry botaniki lekarskiej (simplicium) i kierownik padewskiego ogrodu botanicznego, nie mógł być nieznanym młodemu Polakowi, interesującemu się roślinami leczniczymi.
W czasie wolnym od zajęć Syreniusz prowadził obserwacje roślin zarówno uprawianych w ogrodach włoskich jak i dziko rosnących; głównie w okolicach Padwy i Wenecji. Dyplom ukończenia studiów (tytuł doktora medycyny) Syreniusz otrzymał w dniu 13 lutego 1577 r. z rąk sławnego wówczas Geronima Mercuriali (1530–1606), który był jego opiekunem naukowym.
W r. 1578 powrócił do Polski i zamieszkał we Lwowie. Tam prowadził praktykę lekarską, nie zaniedbując jednocześnie zainteresowań botanicznych. Badał okoliczną florę, wyjeżdżał też w dalsze okolice, na Podole, Pokucie, w okolice Bieszczadów i Babiej Góry. Prowadził korespondencję z ludźmi o podobnych zainteresowaniach z innych regionów kraju, którzy dzielili się z nim swoimi spostrzeżeniami.
W 1588 r. przeniósł się do Krakowa, gdzie objął stanowisko lekarza dla ubogich, z fundacji Piotra z Poznania. Pełnił je aż do śmierci. W zamian za bezpłatne leczenie pacjentów otrzymał od fundatora dom przy ul. Wiślanej, w którym zamieszkał.
15 lipca 1590 r. został powołany do Wydziału Lekarskiego Uniwersytetu Krakowskiego, uzyskując nostryfikację dyplomu padewskiego na podstawie rozprawy traktującej o znaczeniu czynnika eksperymentalnego w medycynie; Quaestio […] Medicae […] (Cracoviae 1590). Odtąd wykładał medycynę na uczelni, łącząc działalność dydaktyczną i charytatywną z pracą nad dziełem swego życia, Zielnikiem. W 1600 r. pełnił funkcję dziekana Wydziału Lekarskiego, a w 1602 objął nowo utworzoną katedrę botaniki (jedną z pierwszych na świecie) na Uniwersytecie Krakowskim i został jej pierwszym profesorem. 
Syreniusz był posiadaczem bogatej biblioteki, na co wskazują książki z jego podpisem znajdujące się w kilku krakowskich księgozbiorach. Cenną po nim pamiątkę od spadkobierców otrzymała biblioteka Akademii Krakowskiej. Było to rzadkie wydanie Psałterza w czterech starożytnych językach.
Szymon Syreński zmarł 29 marca 1611 r. w Krakowie. Pozostawił o nieznanym imieniu żonę (jej dalszy los jest też nieznany) i trzy córki:
- Elżbietę – wydaną za mąż za mieszczanina oświęcimskiego, Jana Molendę;
- Eufemię – wydaną za mąż za pochodzącego ze zubożałej szlachty, Jakuba Wiązownickiego;
- Jadwigę – małoletnią – pozostawioną pod opieką siostry Elżbiety i jej męża Jana Molendy

W dzienniku spraw domu zakonnego jezuitów przy kościele św. Barbary wpisano notatkę o śmierci Syreniusza wraz ze słowami księdza Wielowieckiego: "Szymon Syreniusz, akademik filozofii i medycyny doktór, zgromadzenia naszego przy kościele Św. Barbary ordynariusz, wspomożyciel biedaków i ich najgorliwszy obrońca, wsławiony wydaniem znakomitego dzieła o ziołach, mąż ozdobiony wszelkim rodzajem cnót, nasz przyjaciel i wspaniały dobroczyńca życie zakończył...". G. Gola, autor opracowania o historii Ogrodu Botanicznego w Padwie, wymienia Syreniusza wśród sławnych przyrodników, którzy w XVI w. ukończyli uniwersytet padewski. Z kolei Szymon Starowolski zanotował: Syreniusz dlatego szczególnie znamienite między medykami otrzymał imię, że znajomością ziół celując naukę o ich własnościach i skutkach ojczystą mową wyłożoną nam zostawił.
Również w następnych latach pamiętano o dorobku i zasługach Syreniusza. Ks. Stanisław Bonifacy Jundziłł wyrażał się o "Zielniku" jako o dziele godnym y teraz naszego poszanowania. W roku 1841 Szopowicz wydał w Krakowie poświęconą Syreńskiemu pracę w języku łacińskim pt. "Vita Simonis Syrennii Sacrani". Obszernie o życiu i działalności naukowej autora "Zielnika" informował też Ambroży Grabowski w swojej wydanej w Krakowie w roku 1840 książce, zatytułowanej "Starożytności historyczne polskie czyli pisma i pamiętniki do dziejów dawnej Polski itd. i żywoty uczonych Polaków".

## Działalność naukowa
Działalność badawcza Syreniusza rozpoczęła się już w czasie studiów na uniwersytecie padewskim. W okresie tym prowadził on obserwacje roślin zarówno uprawianych w ogrodach włoskich jak i dziko rosnących; głównie w okolicach Padwy i Wenecji. Po powrocie do Polski w 1578 r. kontynuował badania botaniczne w okolicach Lwowa, Kamieńca Podolskiego, Babiej Góry, na Podolu, Pokuciu i w Bieszczadach.
Podobnie jak inni zielnikarze renesansowi np. Marcin z Urzędowa, Stefan Falimirz, Gaspard Bauhin, Syreniusz postawił sobie za zadanie opis wszystkich gatunków roślin użytkowanych w ówczesnej Europie Środkowej i Południowej. Szczególnie wiele uwagi poświęcił roślinom zbożowym.
Większość badanych i opisanych przez niego gatunków to rośliny rodzime dla Europy. Autor interesował się jednak także nowymi "przybyszami" z innych kontynentów, które zawędrowały do Europy w różnych okresach rozwoju cywilizacji. Dla kilkudziesięciu spośród nich podaje dane na temat aklimatyzacji w Polsce i krajach sąsiednich. Przykładem może być słonecznik (Helianthus annuus L.), świeżo przybyły z Ameryki, czy tatarak (Acorus calamus L.), pochodzący z Azji, o którym pisze Syreniusz, że został rozpowszechniony w Polsce przez Tatarów (stąd jego nazwa: "tatarskie ziele").
Uwieńczeniem 30-letniej działalności badawczej Syreniusza było stworzenie ogromnego jak na owe czasy dzieła. Był to mianowicie Zielnik, którego druk zlecił autor w 1611 r.

## Publikacje
Pierwsze znane i opublikowane dzieło Syreniusza nie było związane z botaniką – jego koronną dziedziną – lecz z medycyną. Była to mianowicie rozprawa traktująca o znaczeniu czynnika eksperymentalnego w medycynie; Quaestio […] Medicae […] (Cracoviae 1590), na której podstawie Syreniusz uzyskał nostryfikację dyplomu padewskiego.
Drugie dzieło, nad którym autor pracował z górą lat 30. nosi tytuł:
Zielnik Herbarzem z ięzyka Łacinskiego zowią. To iest Opisanie własne imion, kształtu, przyrodzenia, skutkow, y mocy Zioł wszelakich Drzew, Krzewin y korzenia ich, Kwiátu, Owocow, Sokow Miasg, Zywic y korzenia do potraw zaprawowania. Tak Trunkow, Syropow, Wodek, Likworzow, Konfitor, Win rozmaitych, Prochow, Soli z zioł czynioney; Maści, Plastrow. Przytym o Ziomach y Glinkach rożnych: o Kruscach Perłach y drogich Kamieniach. Tez o zwierzetach czworonogich, czołgających Ptastwie, Rybach y tych wszystkich rzeczach ktore od nich pochodzą od DIOSCORIDA z przydaniem y dostatecznym dokładem z wielu innich o tey materiey piszacych, z położeniem własnych figur dla snadnieyszego ich poznania a y używania ku zatrzymaniu zdrowia tak ludzkiego iako bydlecego y chorob przypadłych odpedzenia, z wielkiem uważaniem y rozsądkiem Polskiem iezykiem zebrany y na osmiero ksiąg rozłożony 

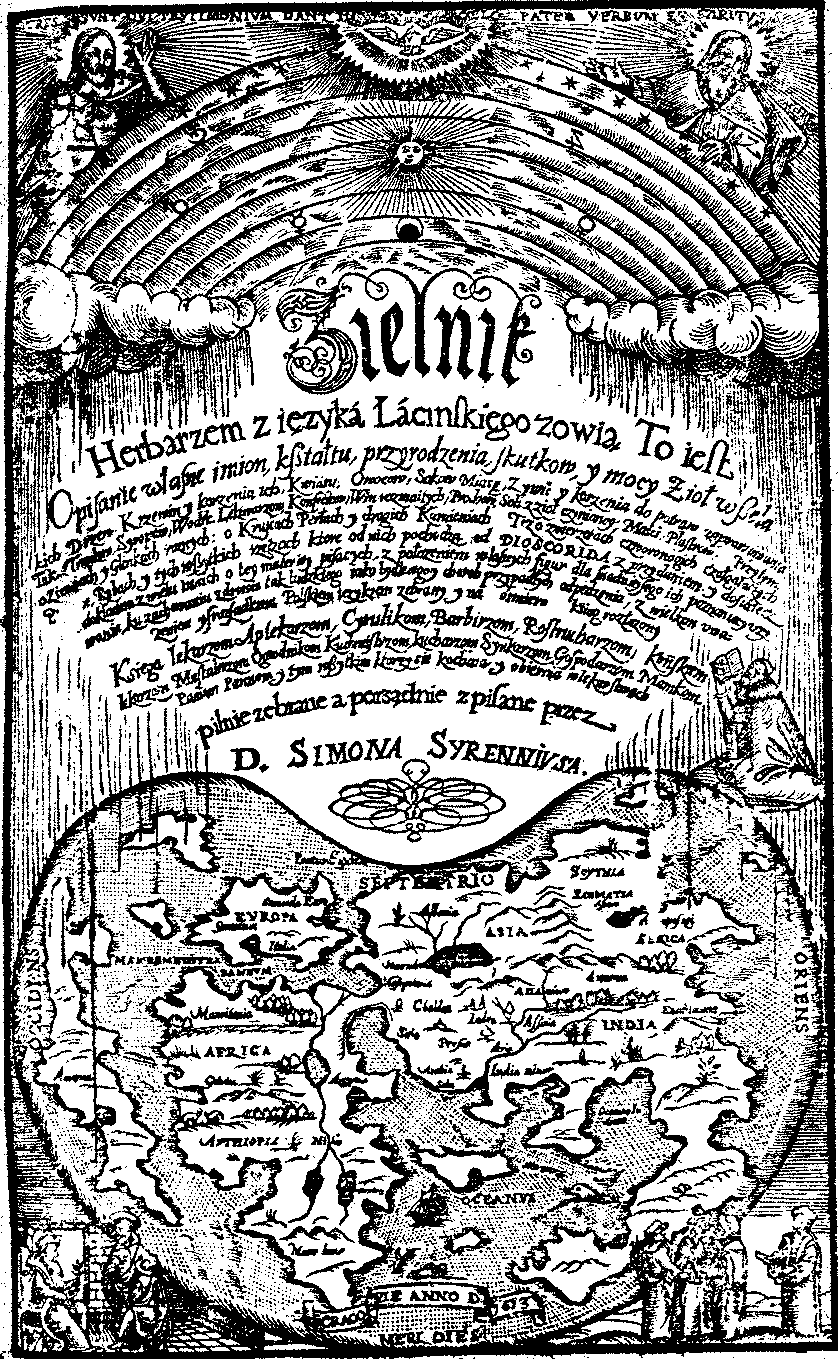
Karta tytułowa Zielnika Szymona Syreńskiego (Syreniusza) (wyd. Cracoviae 1613)

Ksiega lekarzom, Aptekarzom, Cyrulikom, Barbirzom, Roztrucharzom, końskiem lekarzom, Mastalerzom Ogrodnikom Kuchmistrzom, kucharzom, Synkarzom, Gospodarzom, Mamkom, Paniom Pannom y tym wszytkim ktorzy sie kochaia y obieruia w lekarstwach pilnie zebrane a porsądnie zpisane przez D. SIMONA SYRENNIVSA.
CRAKOVIE ANNO D 1613 MERI DIES

## Zielnik
Zielnik jest ilustrowaną księgą o roślinach użytkowych, liczącą 1584 strony. Dzieło zawiera wiadomości o najważniejszych znanych i użytkowanych w Europie Środkowej i Południowej w XVI w gatunkach roślin. Autor zamieszcza w nim pojedyncze informacje o florze Polski (w jej XVI-wiecznych granicach). Mówi o roślinach występujących w określonych regionach, jak np. Podole czy Pokucie. Dla kilkunastu gatunków podaje dokładne stanowiska, mianowicie z okolic Krakowa, Lwowa i Karpat (z okolic Babiej Góry, Tatr i Bieszczadów). Tak np. mówi o goryczce (Gentiana punctata L.), występującej w Tatrach i na Babiej Górze, czy rutwicy (Galega officinalis L.) rosnącej w okolicach Krakowa – na Prądniku i Grzegórzkach (obecnie dzielnice Krakowa). Są to jedne z pierwszych historycznych danych dotyczących flory Europy Środkowej.
Dzieło zawiera opisy 765 roślin, głównie leczniczych, sposoby ich użytkowania w gospodarstwie domowym, rzemiośle i weterynarii. Użytkowy charakter pracy podkreśla długi tytuł Zielnika, z którego można dowiedzieć się, że był on przeznaczony dla "lekarzy, aptekarzy, cyrulików, barbierzy, roztrucharzy, końskich lekarzy, masztalerzy, ogrodników, kucharzy, szynkarzy, gospodarzy, mamek, pań i panien".
Można w nim znaleźć nie tylko recepty leków roślinnych, ale i przepisy potraw, sposoby zwalczania szkodników, leczenia bydła domowego itd., odnotowuje też dawne ludowe zwyczaje i obrzędy związane z roślinami. Przy większej części opisów zamieszczone są drzeworyty z podobiznami roślin zawierające rysunek kwitnącej rośliny wraz z korzeniem, a niekiedy z owocami i nasionami. Przy ówczesnym stanie wiedzy zawarte w nim porady stworzyły dla wielu chorych szansę wyzdrowienia.
Zielnik był szeroko cytowany przez polskich florystów aż do początków XIX w., kiedy to utracił znaczenie naukowe. Wciąż jednak był jeszcze ceniony i używany w szlacheckich domach, a także aptekach jako poradnik zielarstwa. Dzieło to było także znane i popularne w Rosji; świadczą o tym XVII-wieczne przekłady na język rosyjski, przechowywane w Rosyjskiej Bibliotece Narodowej w Petersburgu. W literaturze zachodnioeuropejskiej Zielnik jest natomiast zupełnie nieznany, co wynika zapewne z faktu, że został opublikowany w języku polskim.
Dzieło Syreniusza jest prawdziwą skarbnicą wiedzy o sposobach wykorzystania zasobów przyrodniczych w dawnej Polsce, jest niezwykle cennym, dotychczas nie w pełni wykorzystanym źródłem do badań nad historią uprawy i aklimatyzacji roślin w Europie. Na podstawie kwerendy prowadzonej w latach 1995-1996 przez prof. Krzysztofa Rostańskiego oraz prof. Alicję Zemanek stwierdzono, że w Polsce i krajach ościennych zachowało się do dziś co najmniej 119 egzemplarzy Zielnika Syreniusza.

### Okoliczności powstania i druku
Dzieło życia Syreniusza powstawało w ciągu ponad 30 lat jego praktyki lekarskiej (ok. 1580–1610). Rękopis został ukończony, kiedy autor miał ok. 70 lat. Pod koniec 1610 lub na początku 1611 r., rozpoczął on wydawanie Zielnika własnym sumptem, w krakowskiej oficynie Mikołaja Loba. Po wydrukowaniu części tekstu zmarł, co stało się przyczyną dalszych dramatycznych losów dzieła.
Po śmierci autora drukarz przerwał pracę, domagając się – jak się okazało niesłusznie – wypłaty wynagrodzenia. Przez kilka miesięcy trwały rozprawy przed uniwersyteckim sądem rektorskim. Późniejsza analiza akt sądowych wskazała na nieuczciwość drukarza, który prawdopodobnie zniszczył egzemplarz pierwotnej umowy podpisanej z Syreniuszem i żądał wyższego wynagrodzenia.
Uczony krakowski testamentarnie ustanowił wykonawcami swej ostatniej woli Gabriela Joannicego i Wojciecha Borowiusza. Uczeń i przyjaciel Syreniusza, Gabriel Joannicy (ok. 1567–1613) – również zamiłowany botanik – z wielką odpowiedzialnością, starał się sprostać woli zmarłego przyjaciela. Był on nadwornym lekarzem Anny Wazówny (1568–1625), siostry króla Zygmunta III Wazy, ją też poprosił ją o sfinansowanie druku.

Doprowadzając do końca wydanie dzieła, Joannicy zrezygnował ze współpracy z Lobem i powierzył na początku 1612 r. ukończenie Zielnika innemu krakowskiemu typografowi Bazylemu Skalskiemu. Jego nazwisko widnieje też na kolofonie dzieła Syreniusza. 

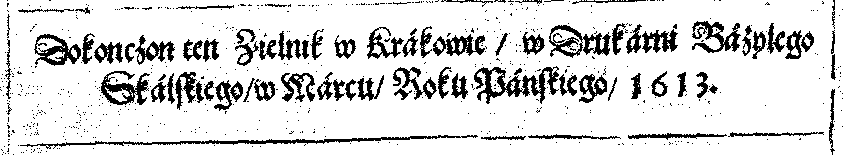
Kolofon drukarza Zielnika, Bazylego Skalskiego

Zielnik ukazał się już w marcu 1613 r., a stało się tak dzięki dotacji królewny Anny, nazywanej – ze względu na jej zainteresowania roślinami – "królową botaniki polskiej". Przeznaczyła ona na ten cel, część pieniędzy uzyskanych ze sprzedaży własnych klejnotów.
Na podstawie informacji z procesów spadkowych o odziedziczony spadek (zięciowie Jan Molenda kontra Jakub Wiązownicki), wnioskuje się, że cały nakład liczył 900-1000 egzemplarzy. Przypuszczalna cena pojedynczego egzemplarza Zielnika mogła wynosić 5 i pół złp. Według ówczesnych cen w Krakowie (gdy 1 złp. liczył 30 groszy) za kwotę tę, równą 165 groszom, można było kupić 2 beczki soli lub 2,5 korca zboża, albo 11 funtów cukru; natomiast za dwie te księgi, można było kupić wołu (za 373 grosze). Cały nakład Zielnika został wyprzedany w ciągu wieku XVII.

### Spis treści
Dzieło ma format folio 2, oprawę najczęściej: 23 cm x 32,5-34 cm. Składa się z 1584 stron; w tym 1540 numerowanych i 44 nienumerowanych. Obejmuje następujące części:
- dedykację wydawcy Gabriela Joannicego, dla fundatorki wydania, królewny Anny Wazówny (s. 3 nlb.);
- wiersz Jana Achacego Kmity Do Czytelnika (polecający Zielnik czytelnikom, którzy pragną ratować swe zdrowie) (s. 1 nlb.);
- Reiestr Lekarstw [...] (ss. 16 nlb.);
- właściwy tekst dzieła podzielony na pięć ksiąg (s. 1-1533);
- ryciny opuszczone w tekście (s. 1533-1535);
- rozprawę O Żydach rzecz krótka, napisaną częściowo przez Syreniusza, dołączoną do Zielnika przez drukarza Skalskiego (s. 1536-1539);
- erratę pt. Omyłki [...] (s. 1540);
- indeksy nazw roślin w języku łacińskim, polskim i niemieckim (ss. 24 nlb.)

### Idea i układ
Wydany w marcu 1613 r. tekst Zielnika zawiera pięć części, czyli "ksiąg" (I-V): ks. I –  O Ziołach Rozmaitych; ks. II – O prostych Lekarstwach z Dioszkorida, y wielu inych zebrane; ks. III, IV, V (bez tytułu).
Jak jednak wynika z treści karty tytułowej oraz odsyłaczy w tekście, rękopis (oryginał) obejmował 8 ksiąg. Trzy ostatnie (VI-VIII) traktowały o minerałach i zwierzętach. Wydawca dzieła, Gabriel Joannicy, przygotowywał wydanie części drugiej Zielnika zawierającej brakujące księgi. Niestety, jego przedwczesna śmierć (30 kwietnia 1613) uniemożliwiła realizację tego zamiaru. Manuskrypt nie wydanych części dzieła zaginął.
Opublikowane księgi Zielnika podzielone są na mniejsze rozdziały (łącznie jest ich 719). Każdy rozdział rozpoczyna się drzeworytem rośliny oraz obejmuje opis od jednego do kilkunastu gatunków i odmian. Informacje o roślinach podane są według stałego wzorca, co było wyrazem nowoczesności Zielnika. Wzorzec zawiera następujące elementy:
- nazwę rośliny (w języku łacińskim, polskim i niemieckim);
- opis morfologiczny, dane na temat siedliska, czasu zbioru, rozmieszczenia itd. (w podrozdziale Miejsce lub Miejsce, Wybór i Czas zbierania);
- ogólną charakterystykę własności leczniczych według skali Dioscoridesa-Galena (podrozdział Przyrodzenie);
- wiadomości na temat użytkowania, głównie w lecznictwie (najdłuższy ze wszystkich podrozdział Moc i skutki);
- dyskusję i krytykę innych autorów, sposoby użytkowania gatunków itd. (podrozdział Rozsądek).

### Nomenklatura i terminologia
Łacińskie i niemieckie nazwy roślin autor zaczerpnął od uczonych starożytnych, średniowiecznych i współczesnych sobie. Duże znaczenie dla historii nauki ma wprowadzona przez niego w Zielniku polska terminologia i nomenklatura botaniczna. Polskie nazwy, zaczerpnięte z języka potocznego, od wcześniej żyjących zielnikarzy oraz częściowo utworzone przez samego Syreniusza, zostały przejęte przez późniejszych botaników. Dzięki temu wiele z nich przetrwało do dziś, np. barszcz, dziewięćsił, goryczka, kokornak, oset, wilżyna.

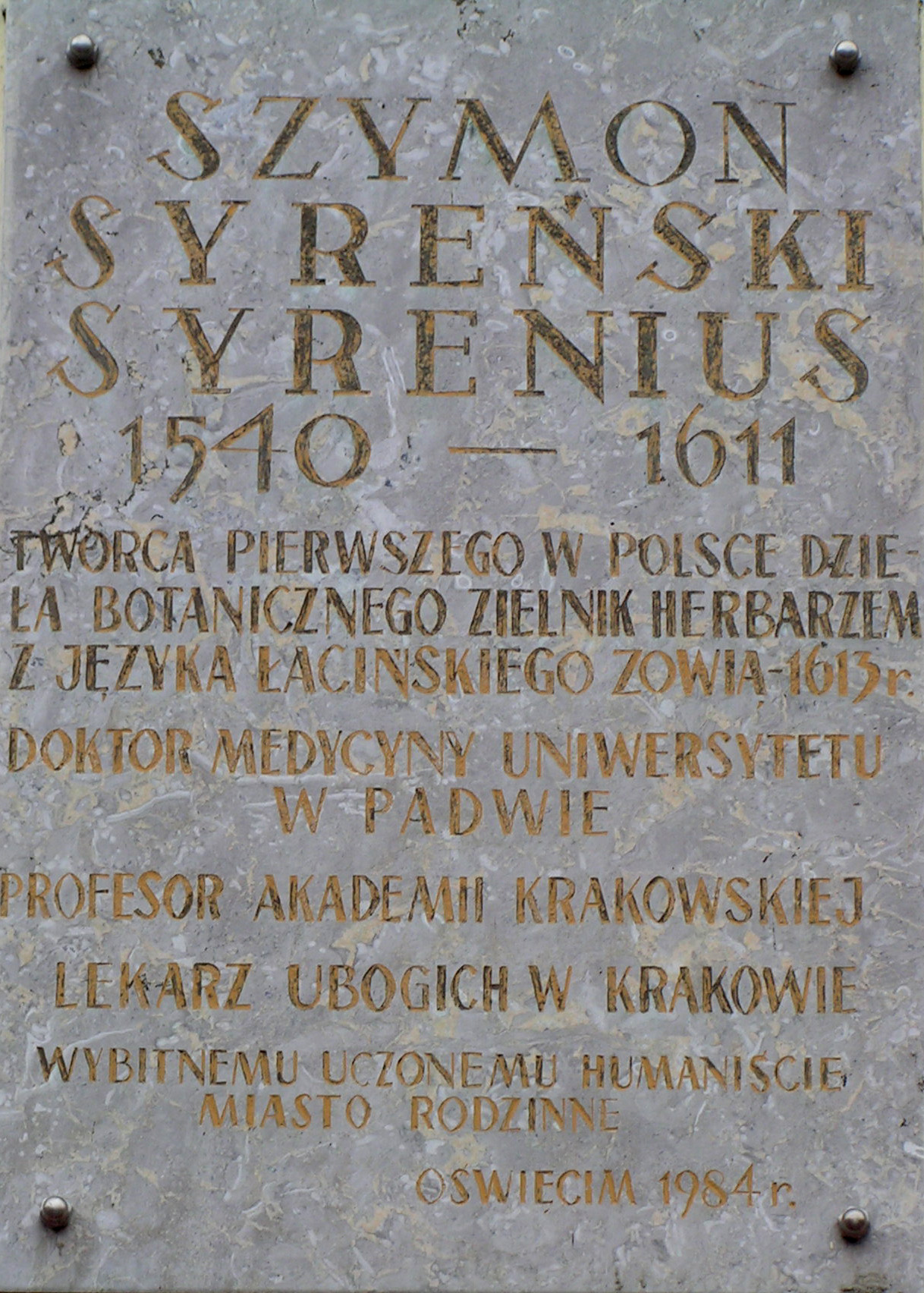
Tablica pamiątkowa na Rynku Głównym w Oświęcimiu